# Warburgia elongata
Espèce
Statut de conservation UICN

 CR  : 
En danger critique
Warburgia elongata est une espèce de plantes à fleurs de la famille des Canellaceae endémique de Tanzanie.